# Groß Oesingen
Groß Oesingen ist eine Gemeinde in der Samtgemeinde Wesendorf im Landkreis Gifhorn in Niedersachsen.

## Geografie

### Geografische Lage
Die Gemeinde Groß Oesingen liegt an der B 4. Durch den Ort Groß Oesingen fließt die Wiehe, ein Nebenfluss des Schwarzwassers.

### Gemeindegliederung
Zur Gemeinde gehören die Ortsteile und Wohnplätze Groß Oesingen, Klein Oesingen, Mahrenholz, Schmarloh, Texas, Wichelnförth und Zahrenholz. Auch das Teichgut mit dem Lokal „Teichgutschänke“, jedoch nicht die Siedlung Teichgut, gehören zu Groß Oesingen.

## Geschichte
Die Ortschaft ging aus einem Herrensitz hervor, der urkundlich seit 1222/1252 nachgewiesen ist. Aus archäologischen Grabungen ist die Siedlung bereits in das 11. Jahrhundert zu datieren. Oesingen lag an der wichtigen Handelsstraße von Hamburg nach Braunschweig.
Am 13. April 1945 wurde Groß Oesingen von amerikanischen Truppen eingenommen.

## Eingemeindungen
Am 1. März 1974 wurden die Gemeinden Mahrenholz und Zahrenholz eingegliedert.

### Einwohnerentwicklung
| Jahr      | 1974 | 1980 | 1985 | 1990 | 1995 | 2000 | 2005 | 2010 | 2015 | 2020 | 2022 |
| --------- | ---- | ---- | ---- | ---- | ---- | ---- | ---- | ---- | ---- | ---- | ---- |
| Einwohner | 1520 | 1488 | 1488 | 1536 | 1786 | 1979 | 2032 | 1901 | 1871 | 1988 | 2027 |

## Politik

### Gemeinderat
Der Rat der Gemeinde Groß Oesingen setzt sich aus elf Mandatsträgern aus zwei Parteien und einer unabhängigen Wählergruppierung zusammen. Die Ratsmitglieder werden im Turnus bei einer Kommunalwahl für jeweils fünf Jahre gewählt.
Bei der Kommunalwahl 2021 ergab sich folgende Sitzverteilung:
| Gemeinderat 2021Insgesamt 11 Sitze - SPD: 3 - Unabh.: 1 - CDU: 7 |

Die vorherigen Kommunalwahlen ergaben die folgenden Sitzverteilungen:
| Wahljahr | CDU | SPD | Gesamt   |
| -------- | --- | --- | -------- |
| 2016     | 8   | 3   | 11 Sitze |
| 2011     | 8   | 3   | 11 Sitze |

### Bürgermeister
Der ehrenamtliche Bürgermeister der Gemeinde Groß Oesingen Ewald Heers (CDU) wurde bei der jüngsten konstituierenden Versammlung von den Ratsmitgliedern mehrheitlich gewählt.

### Wappen
| Wappen von Groß Oesingen | Blasonierung: „Geteilt von Gold (Gelb) und Blau durch einen silbernen Strich (schmalen weißen Balken). Oben auf Gold (Gelb) zwei verschiedene rote Giebel. Unten auf Blau ein nach links gewendetes Posthorn, belegt mit vier rotgestielten Eichenblättern.“ |
| Wappen von Groß Oesingen | Wappenbegründung: Die Gemeinde Groß Oesingen liegt in einer Heidelandschaft, die durch die Darstellung zweier noch heute bestehender Schafställe zu verstehen ist. Die durch die Gemeinde Groß Oesingen verlaufende alte Heerstraße, durch den weißen Balken gekennzeichnet, hatte ihre Bedeutung durch die einst in der Gemeinde befindliche Poststelle, die durch das goldene Posthorn symbolisiert ist. Die auf das Posthorn gelegten vier Eichenblätter bedeuten die vier Ortschaften, die heute in der Gemeinde Groß Oesingen zusammengefasst sind. |

Das Wappen der Gemeinde Gr. Oesingen wurde am 15. Januar 1985 vom Landkreis Gifhorn genehmigt.

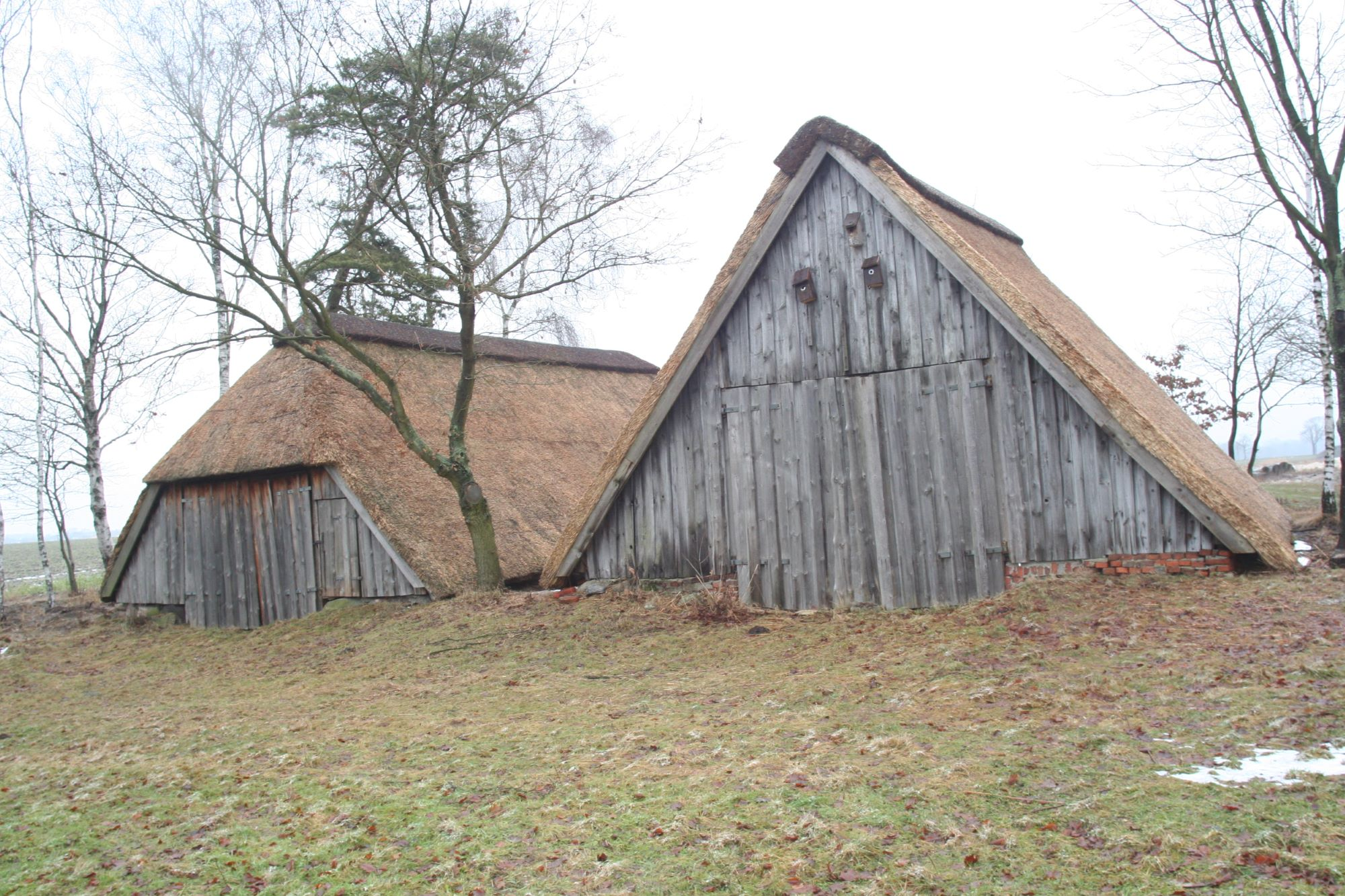
Historische Schafställe in Groß Oesingen

## Kultur und Sehenswürdigkeiten

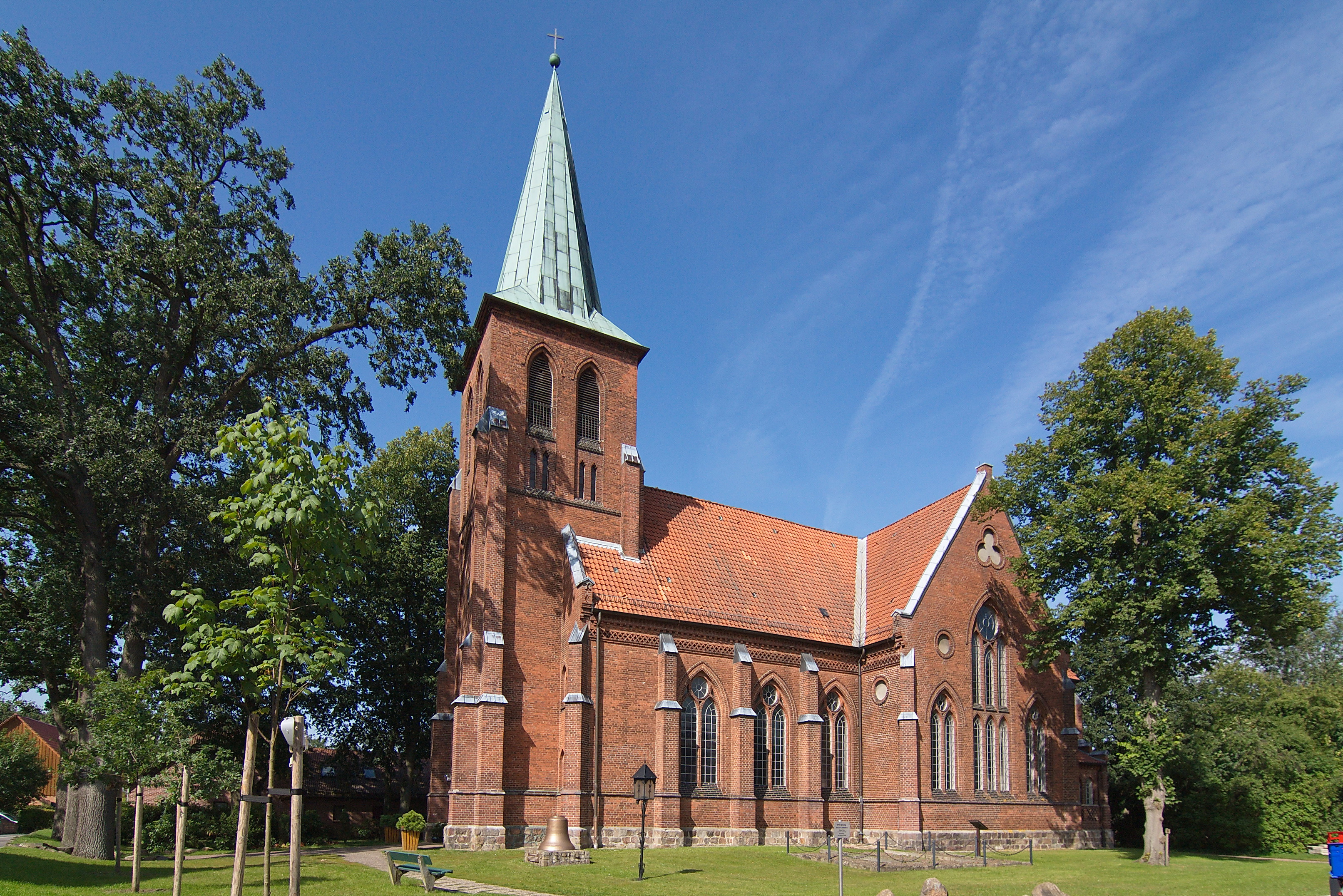
Friedenskirche

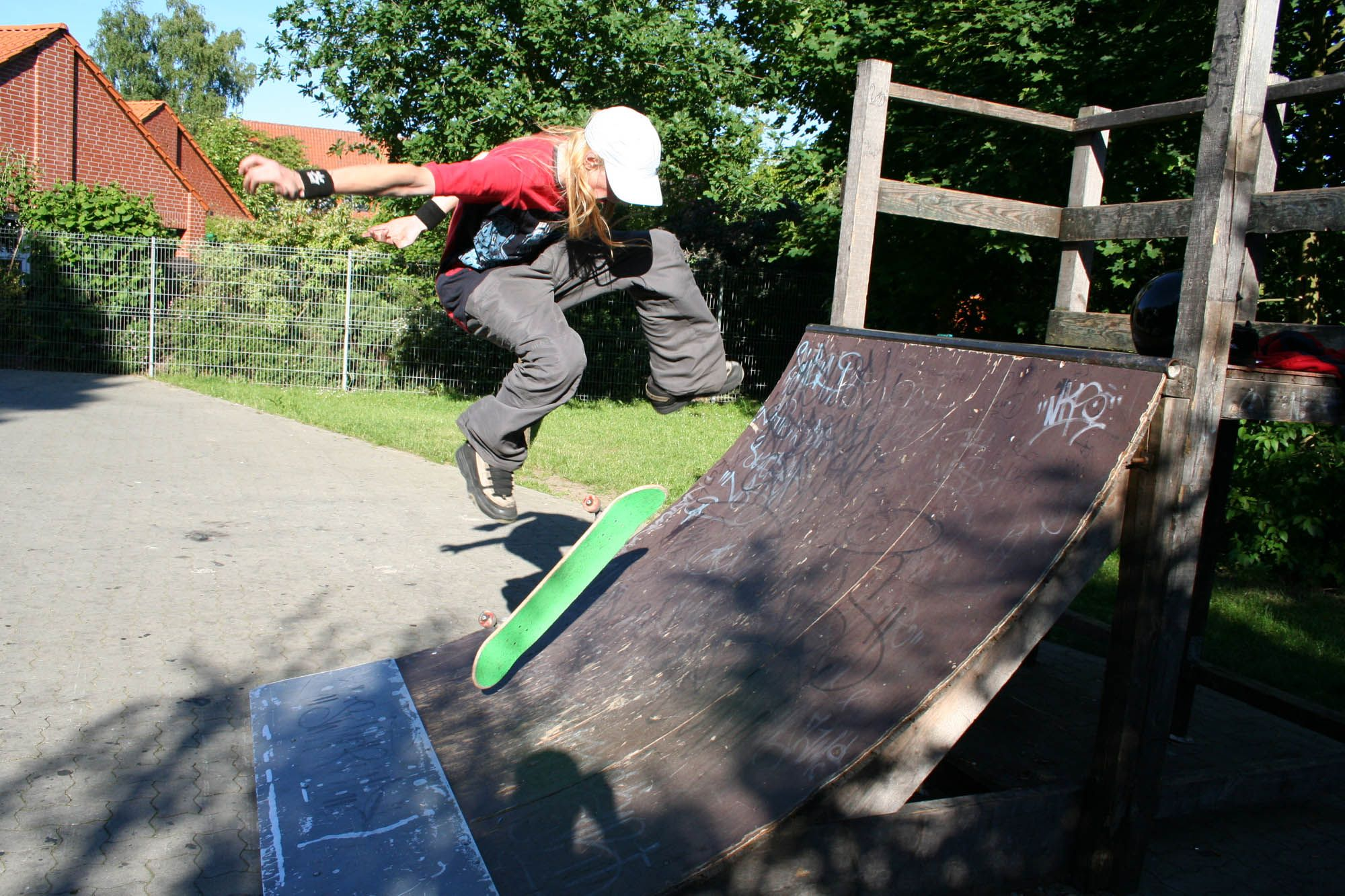
Skateranlage

- Die Friedenskirche befindet sich am Kirchweg, sie wurde 1880 erbaut. Ihre Kirchengemeinde gehört zur Evangelisch-lutherischen Landeskirche Hannovers.
- Die Immanuels-Kirche befindet sich an der Klein Oesinger Straße, sie wurde 1879 erbaut. Ihre Kirchengemeinde gehört zur Selbständigen Evangelisch-Lutherischen Kirche (SELK).
- Neben der Sandgrube „Königsee“ befindet sich in einem kleinen Waldstück die Wallanlage Wickeloh (52° 38′ 28,8″ N, 10° 29′ 31,6″ O). Bei dem Bodendenkmal handelt es sich um eine dreigliedrige Wallanlage, die eine Gesamtfläche von ca. 42.000 m² umfasst.[7]

## Persönlichkeiten
- Alfred E. Johann (1901–1996), Journalist und Schriftsteller, lebte und arbeitete von  1948 bis 1978 in Groß Oesingen